# آلفرد سی مالچیودی
آلفرد سی مالچیودی (انگلیسی: Alfred C. Malchiodi معمار اهل ایالات متحده آمریکا و از برندگان جایزه آکادمی ملی علوم بود.

## زندگی
مالچیودی در ۱۸ ژوئیه سال ۱۹۴۲ در نیو لندن متولد شد. وی پس از فارغ‌التحصیلی از دبیرستان نیویورک، در انستیتوی پلی تکنیک وورسستر شرکت کرد و در سال ۱۹۶۴ با مدرک مهندسی برق فارغ‌التحصیل شد. مالچیودی در اول ژوئن سال ۱۹۶۸ با تلیلی اوپیدو ازدواج کرد.

## جوایز
در سال ۲۰۰۰، او جایزه برتر عالی فناوری دینامیک را دریافت کرد. وی در سال ۲۰۰۳ مدال برادران گیبس را از آکادمی ملی علوم به دلیل نوآوریهای پیشرو در توسعه معماری دریایی زیردریایی‌ها برای استفاده بهینه از فناوری پیشرفته دریافت کرد.

## درگذشت
مالچیودی در سال ۲۰۰۵ بازنشسته شد. وی در ۲۸ فوریه ۲۰۱۱ به علت سرطان ریه درگذشت.